# 石笋山造像
石笋山造像，位于中国四川省成都市邛崃市大同乡景沟村，为唐朝至宋朝时期的摩崖造像。1991年4月16日公佈為四川省第三批文物保護單位。2006年5月25日，石笋山造像与其附近的花置寺造像、磐陀寺造像一同以邛崃石窟的名称被国务院正式公布为第六批全国重点文物保护单位，分类为石窟寺及石刻。。

石笋山摩崖造像位于景沟村以北的石笋山上，山因其附近有石如竹笋状而得名。摩崖造像中仅有的一通造像碑文称：“大历二年二月十五日……石笋山普提、释迦二像龛铭”，因而断代认为石笋山造像始建于唐朝大历二年（767年）。现存的摩崖造像分布在长130~140米的岩壁上，高30~50米，共有33龛窟739尊，内容包括一佛二菩萨、一佛二弟子二菩萨、二弟子、二力士、净土变、观音经变等。
石笋山摩崖造像具有典型唐代艺术风格和特点，以4号龛为代表的式样繁多的亭台楼阁反映出唐代的建筑特色，对于四川地区古代建筑和艺术研究有参考价值；菩萨的冠服、天王的盔甲、供养人的衣带形制等对考察唐代服饰也有重要的意义。

邛崃石窟——石笋山造像，第六批全国重点文物保护单位标志碑
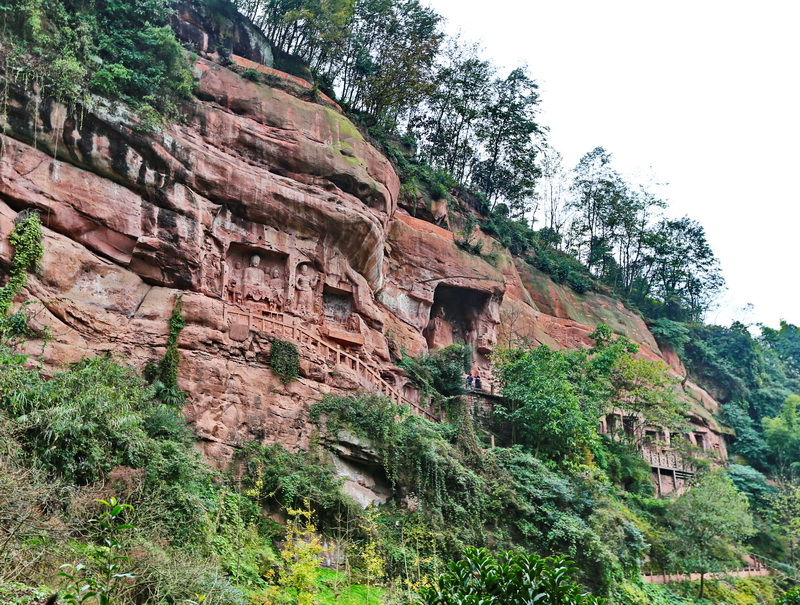
石笋山摩崖造像全貌
石笋山摩崖造像北段近景
北段4号龛近景